# Submarino Sciré (S 527)
El Scirè (S527) es un submarino del Tipo 212  de la Marina italiana. el submarino fue puesto en quilla el 27 de julio de 2000 en el astillero de Muggiano por Fincantieri. El Scirè fue botado el 18 de diciembre de 2004 y puesto en  servicio el 17 de febrero de 2007., Scirè está activo en la Marina Militare.